# Eptesicus brasiliensis
Eptesicus brasiliensis — вид рукокрилих родини Лиликові (Vespertilionidae).

## Поширення
Країни проживання: Аргентина, Бразилія, Колумбія, Коста-Рика, Еквадор, Гватемала, Мексика, Панама, Перу, Тринідад і Тобаго.

## Морфологія

### Морфометрія
Довжина голови й тіла: 54-72, довжина хвоста: 41-61, довжина задньої ступні: 8-12, довжина вуха: 12-17, довжина передпліччя 40-48, вага: 9-15 гр.

### Опис
Це середнього розміру кажан. Голова виражено довга. Вуха середньої величини, трикутні і загострені. Очі малі. Хутро м'яке, шовковисте, середньої довжини, 6-8 мм. Спина темно-коричнева або чорнувато-корицева, іноді з відтінком червоного або оранжевого кольору з блідими основами волосків і дещо блідішими кінчиками, так що деякі особини мають деякий блиск. Низ світліший, ніж спина, з чорнуватими волосся біля основи і жовтуватим на кінчиках. Мембрани, як правило, чорного або чорно-коричневого кольору, мають конічну форму. Довгий хвіст обгорнутий у мембрани, за винятком його кінчика, який виступає на кілька міліметрів. 
| Зубна формула   |
| --------------- |
| I 2 C 1 P 2 M 3 |
| I 2 C 1 P 2 M 3 |

## Поведінка
Населяє гірські ліси. Сідала лаштує в будинках і дуплах дерев. Вони харчуються комахами, в основному жуками і метеликами захопленими під час польоту, їх можна спостерігати полюючими біля ліхтарних стовпів. Політ швидкий і прямий. Утворюють колонії малі й середні, а іноді складаються з кількох десятків осіб. Починають свою активність незабаром після заходу. Присутній в первинних і вторинних лісах, на лісових галявинах, лісових галереях, садах і плантаціях. Переважно літає на відкритих просторах, над пологом лісу і уздовж річок і струмків.